# إيمي رن
إيمي رن (بالإنجليزية: Amy Wren)‏ هي ممثلة بريطانية، ولدت في 5 فبراير 1990 في ليسترشير في المملكة المتحدة.

## أعمال

### مسلسلات
- ذا لاست كينغدوم

## وصلات خارجية
- إيمي رن على موقع IMDb (الإنجليزية)
- إيمي رن على موقع ألو سيني (الفرنسية)
- إيمي رن على موقع أول موفي (الإنجليزية)
- إيمي رن على موقع قاعدة بيانات الأفلام السويدية (السويدية)
- إيمي رن على موقع قاعدة بيانات الفيلم (الإنجليزية)
- إيمي رن على موقع كينوبويسك (الروسية)